# Partycja rozszerzona
Partycja rozszerzona – rodzaj partycji, który można tworzyć tylko na podstawowych dyskach MBR (ang. master boot record). Partycje rozszerzone są użyteczne, gdy zaistnieje potrzeba utworzenia więcej niż czterech woluminów na podstawowym dysku MBR – w przeciwieństwie do partycji podstawowych. W ramach jednej partycji rozszerzonej można utworzyć jedną lub więcej partycji logicznych, które następnie można sformatować. Dysk MBR może zawierać maksymalnie cztery partycje podstawowe albo trzy partycje podstawowe i jedną partycję rozszerzoną z wieloma partycjami logicznymi.